# マツダ・Tプラットフォーム
マツダ・Tプラットフォームとは、マツダのFFアッパーミドルクラス自動車用のプラットフォームの名称である。このプラットフォームを用いる車両のVINコードは、先頭がTから始まる。1993年から2002年まで存在したプラットフォームである。
マツダの車種には、他にもVINコードにTを採用した車両が存在するが、スズキよりOEM供給された車両で採用されているコードであり、マツダ開発のプラットフォームではない。
- TF/TJ : マツダ・プロシードレバンテ

## TA
TAは、マツダ・ミレーニアおよびその兄弟車種に採用されたプラットフォームである。フロントとリアにマルチリンク式サスペンションを採用していた。このマルチリンクサスは、マツダ・HDプラットフォームのマルチリンク式サスに構造の類似性がある。
- 1993-1996 ユーノス800 （セダン）
- 1996-2002 マツダ・ミレーニア （セダン）
- 1993-2002 Xedos 9 (en)（セダン）